# بيل وليامز (لاعب كرة قدم)
بيل وليامز (بالإنجليزية: Bill Williams)‏ (13 يناير 1874 بإنجلترا في المملكة المتحدة - ) هو لاعب كرة قدم بريطاني وإنجليزي في مركز الهجوم. لعب مع بلاكبيرن روفرز ومانشستر يونايتد ونادي إيفرتون ونادي بريستول سيتي.